# Nu Chamaeleontis
Nu Chamaeleontis (16 Chamaeleontis) é uma estrela na direção da constelação de Chamaeleon. Possui uma ascensão reta de 09h 46m 20.42s e uma declinação de −76° 46′ 33.5″. Sua magnitude aparente é igual a 5.43. Considerando sua distância de 191 anos-luz em relação à Terra, sua magnitude absoluta é igual a 1.59. Pertence à classe espectral G8III.